# Отец (роман)
Отец (хорв. Otac) — роман современного боснийско-хорватского писателя Миленко Ерговича, написанный в 2010 году. Издан в том же году в Белграде издательством «Ренде», как указывает гражданин Украины переводчик романа Андрей Любка.
Это правдивая автобиографическая история Миленко Ерговича, который знал своего отца, но рос без него. Это история любви и обиды за то, что тебя и твою маму бросили. Рассказ о детских мечтах и взрослых попытках наладить отношения папы и сына, научиться если не любить, то хотя бы уважать друг друга. На фоне этой автобиографии разворачивается история того, что за родителями определяется — Родина.

## Критическое восприятие
Роман был переведён на различные иностранные языки, в том числе на немецкий, польский и русский. Проведённый Ерговичем художественный анализ проблемы отцовства в современном мире получил высокую оценку. Семейная история оказывается для Ерговича ключом к национальной истории с её войнами и конфликтами. Саркастическое остроумие Ерговича окрашивает всю книгу, однако в конечном счёте мотив сыновней любви преодолевает в ней все жизненные препятствия.